# Marex
Marex este un grup de companii din România, cu activități în sectorul cărnii și al alcoolului. Grupul deține procesatorul de carne Marex Brăila, compania Stejar Prodimpex, cu activități în producția și distribuția băuturilor alcoolice Imperial și a alcoolului sanitar Marex, Vegetal Trading, companie specializată pe productia de furaje, și Best Construct, firmă cu activitate în domeniul construcțiilor.
Cifra de afaceri în 2008: 50 milioane Euro